# (2246) Bowell
Pour les articles homonymes, voir Bowell.
(2246) Bowell (1979 XH) est un astéroïde de la ceinture principale extérieure découvert le 14 décembre 1979 par Edward L. G. Bowell à la station Anderson Mesa.